# Jag älskar soldater
Jag älskar soldater (originaltitel: Mediterraneo) är en italiensk krigskomedifilm från 1991 i regi av Gabriele Salvatores. Filmen vann en Oscar för bästa utländska film vid Oscarsgalan 1992.

## Handling
Den italienske löjtnanten Montini (Claudio Bigagli) och hans män besätter under andra världskriget en liten obetydlig grekisk ö 1941. De vuxna männen är borta så dessa soldater börjar snart leva livet eftersom de överordnade på land har glömt bort dem. Deras kommunikationsradio har gått sönder och den beskedliga befolkningen och den prostituerade kvinnan i byn gör bara saken lättare.

## Rollista i urval
- Diego Abatantuono – Nicola Lorusso
- Claudio Bigagli – Raffaele Montini
- Giuseppe Cederna – Antonio Farina
- Claudio Bisio – Corrado Noventa
- Gigio Alberti – Eliseo Strazzabosco
- Ugo Conti – Luciano Colasanti
- Memo Dini – Libero Munaron
- Vasco Mirandola – Felice Munaron
- Vana Barba – Vassilissa